# (31508) Kanevsky
1999 CK84 (asteroide 31508) é um asteroide da cintura principal. Possui uma excentricidade de 0.03857720 e uma inclinação de 1.75232º.
Este asteroide foi descoberto no dia 10 de fevereiro de 1999 por LINEAR em Socorro.